# 72 Tauri
72 Tauri är en misstänkt variabel (VAR) i Oxens stjärnbild.
72 Tau har visuell magnitud +5,53 och varierar med 0,008 magnituder med en period av 0,50347 dygn eller 12,083 timmar.